# Hélicoptère à propulsion humaine

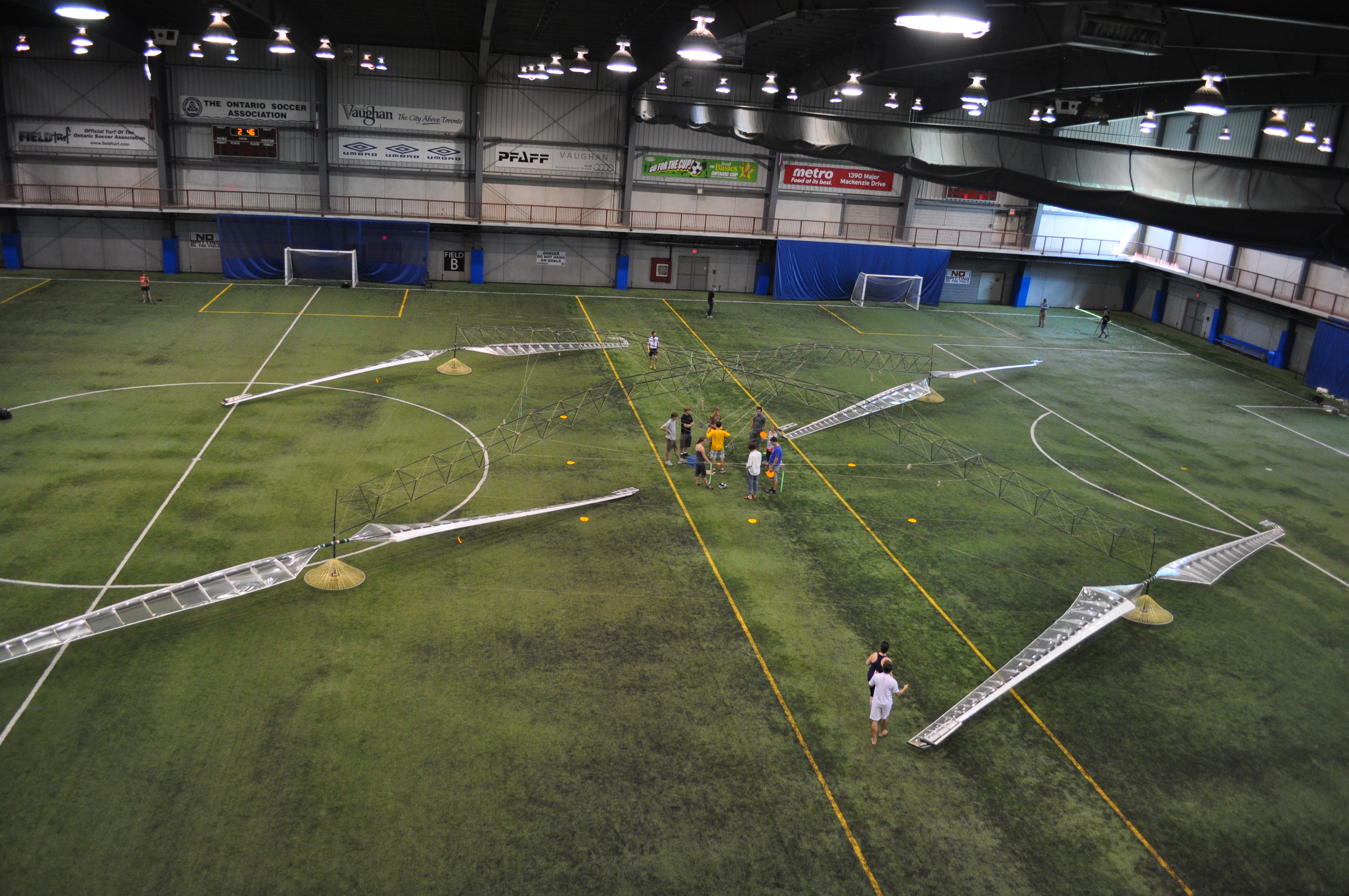
L'hélicoptère à propulsion humaine Atlas d'AeroVelo peu de temps après son premier vol.

Un hélicoptère à propulsion humaine (HPH) est un hélicoptère propulsé uniquement par un ou plusieurs humains transportés à bord. Comme dans d'autres aéronefs à propulsion humaine, la puissance est généralement générée par le pédalage. Obtenir à la fois le rapport puissance/poids et l’efficacité du rotor nécessaires pour maintenir un hélicoptère en vol reste un défi technique considérable.
Le 13 juin 2013, l'AeroVelo Atlas est le premier à réaliser un vol d'une durée de 64 secondes et à atteindre une altitude de 3,3 mètres ou 10,82 pieds, remportant ainsi le concours d'hélicoptères à propulsion humaine Igor I. Sikorsky de l'American Helicopter Society (AHS) International.

## Le prix Sikorsky de l'AHS
La compétition d'hélicoptère à propulsion humaine Igor I. Sikorsky de l'American Helicopter Society (AHS) International était une compétition visant à réaliser le premier vol en hélicoptère à propulsion humaine pour atteindre une altitude de 3 m pendant un vol d'une durée d'au moins 60 secondes, tout en restant dans un carré de 10 m x 10 m, et conforme aux autres exigences de la concurrence. Fondé en 1980, le prix est initialement doté de 25 000 $, mais est augmenté à 250 000 $ en 2009. Après cette augmentation, deux équipes, AeroVelo du Canada et Team Gamera du Maryland, se sont affrontées pour remporter la compétition. Ella est remporté par l'AeroVelo Atlas pour un vol qui a eu lieu le 13 juin 2013.
Lors d'une cérémonie tenue le 11 juillet 2013 au Ontario Soccer Centre à Vaughan, en Ontario, le prix de 250 000 $ est remis. Lors de l'annonce de la remise du prix, le directeur exécutif d'AHS International déclare : « Chez AHS International, nous félicitons l'équipe AeroVelo pour votre incroyable réussite. Comme les frères Wright, Charles Lindbergh et Igor Sikorsky avant vous, vous avez marqué une étape dans l'aviation qui devrait rester à jamais dans les mémoires comme un exploit vraiment remarquable d'excellence en matière d'ingénierie innovante. » 

## Projets

### Da Vinci III
Le 10 décembre 1989, le Da Vinci III de l'Université d'État polytechnique de Californie a volé pendant 7,1 secondes et a atteint une hauteur de 20 cm. Il est considéré comme le premier vol d'hélicoptère à propulsion humaine enregistré.

### Yuri I
Le record du monde pour les hélicoptères à propulsion humaine était détenu par un engin nommé Yuri I, construit par une équipe du Nihon Aero Student Group. En 1994, il atteint une hauteur de 20 cm pendant 19,46 secondes sans assistance et atteint officieusement 70 cm lors d'un vol d'une durée de 24 secondes. En japonais, le nom Yuri signifie « lys », une référence à la forme de la machine,.

### Gamera
L'équipe Gamera est créée à l'Université du Maryland en 2008 pour explorer la possibilité d'un hélicoptère à propulsion humaine qui pourrait répondre aux exigences du prix Sikorsky de l'AHS. L'équipe était composée d'étudiants diplômés et de premier cycle en ingénierie, la plupart des membres de l'équipe d'origine étant affiliés au Alfred Gessow Rotorcraft Center de l'UMD.
Le 12 mai 2011, le premier hélicoptère à propulsion humaine de l'équipe, Gamera I (en), est piloté par la pilote Judy Wexler pendant 4,2 secondes à une hauteur de quelques centimètres,. Le 13 juillet 2011, Judy Wexler pilote une version légèrement modifiée du même avion pour un record américain de 11,4 secondes, mais toujours en deçà du record du monde Yuri de 1994.
En 2011, l'équipe Gamera conçoit un nouvel avion, le Gamera II (en), dans le but de répondre à l'exigence de durée de vol de 60 secondes du prix AHS Sikorsky. Le pilote Kyle Gluesenkamp établit un nouveau record du monde certifié avec une durée de vol de 49,9 secondes le 21 juin 2012 avec Gamera II.
Des modifications et améliorations ultérieures sont apportées au Gamera II, donnant naissance au Gamera II XR, qui effectue des tentatives de vol record officielles en août 2012. Le 28 août 2012, le pilote Colin Gore fait voler le Gamera II XR pendant 65,1 secondes à moins de 30 centimètres du sol, établissant un nouveau record du monde de durée et atteignant l'objectif de l'équipe pour Gamera II. Le même jour, le pilote Henry Enerson atteint une altitude de 8 pi (2,44 m) au-dessus du niveau du sol, ce qui était la première fois que des altitudes approchaient l'exigence de prix de 3 mètres.
Fin juin 2013 (après que l'AeroVelo Atlas ait rempli les conditions du prix Sikorsky de l'AHS), l'équipe Gamera réalise un chrono de 60 secondes et 9,4 pi (2,87 m) d'altitude en vol avec le pilote Henry Enerson, mais les membres de l'équipe ont dû limiter la dérive du véhicule. Henry Enerson réalise le même jour un vol à 10,8 pi (3,29 m) d'altitude qui a duré 48 secondes, ce qui reste l'altitude maximale atteinte par l'équipe. Un record du monde non officiel de durée de vol de 74 secondes est également réalisé le même jour par le pilote Brandon Draper.
Le 25 septembre 2013, le pilote Justin Mauch propulse le Gamera IID (une autre version améliorée du Gamera II ) pour un record américain certifié et un record du monde en attente de durée de vol de 97,5 secondes. Le même jour, le pilote Kay Tsui établit un nouveau record américain avec une durée de vol de 38 secondes.

### Upturn
Le 24 juin 2012, l'hélicoptère à propulsion humaine NTS Works Upturn vole également avec succès pendant 10 secondes, grimpant à environ 2 pieds (61 cm). En octobre 2012, NTS Works a fait don de l'Upturn à l'Université polytechnique de Californie de San Luis Obispo.

### Atlas
AeroVelo est une start-up d'ingénierie aéronautique fondée par Todd Reichert et Cameron Robertson, diplômés de l'Université de Toronto. Le projet reçoit son financement initial via Kickstarter. Les travaux sur l'hélicoptère Atlas du groupe débutent en janvier 2012. Les essais en vol ont commencé en août. Le 28 août 2012, Atlas est devenu le cinquième hélicoptère à propulsion humaine à voler. Le groupe connait deux accidents majeurs au cours des mois suivants alors qu'ils peaufinaient leur conception.
L'Atlas, un modèle à quatre rotors, possède un cadre carré de 50 m x 50 m avec un vélo au centre pour fournir la puissance à quatre rotors à mouvement lent de 20 mètres à chaque coin du cadre,. Au total, l'hélicoptère mesure 58 mètres de large. Malgré sa grande taille, l'hélicoptère entier ne pèse que 55 kilogrammes. Contrairement à la conception du Gamera, la puissance est obtenue uniquement par la force des jambes ; il est piloté par une seule personne.
Le 13 juin 2013, l'Atlas réalise un vol répondant aux exigences du concours d'hélicoptères à propulsion humaine Igor I. Sikorsky. Le vol est propulsé par Reichert au Soccer Centre, un stade de soccer intérieur (à Vaughan près de Toronto), a duré 64 secondes et a atteint une altitude maximale de 3,3 mètres. Le vol primé a eu lieu le dernier jour des cinq jours de tests, quelques minutes seulement avant que le groupe ne quitte les lieux. Après vérification de l'exploit par un juryde la Fédération Aéronautique Internationale, le prix de 250 000 $ est décerné le 11 juillet 2013. Lors de la remise du prix, le directeur de l'American Helicopter Society, Mike Hirschberg, déclare : « Plusieurs études ont « prouvé » que [le défi] était en fait scientifiquement impossible... Eh bien, il a fallu un tiers de siècle pour prouver que ces sceptiques avaient tort. »  Reichert déclare que la partie la plus difficile du vol n'était pas l'ascension, mais plutôt le contrôle de la descente sans s'écraser. Il déclare que l'argent du prix était une récompense intéressante, mais que la véritable satisfaction venait de la réussite elle-même. Après ce vol primé, l'Atlas vola de nombreuses autres fois, notamment en septembre 2013, établissant des records pour :[réf. nécessaire]
- Le vol stationnaire le plus long effectué par une femme : Alexis Reichert, 55 secondes
- Le vol stationnaire le plus long réalisé par un homme : Trefor Evans, 87 secondes
- Le plus jeune vol HPH : Dafydd Evans, 15 ans, __ secondes
- Le plus vieux vol HPH : Marc Poland, 55 ans, 65 secondes